# Віґсток

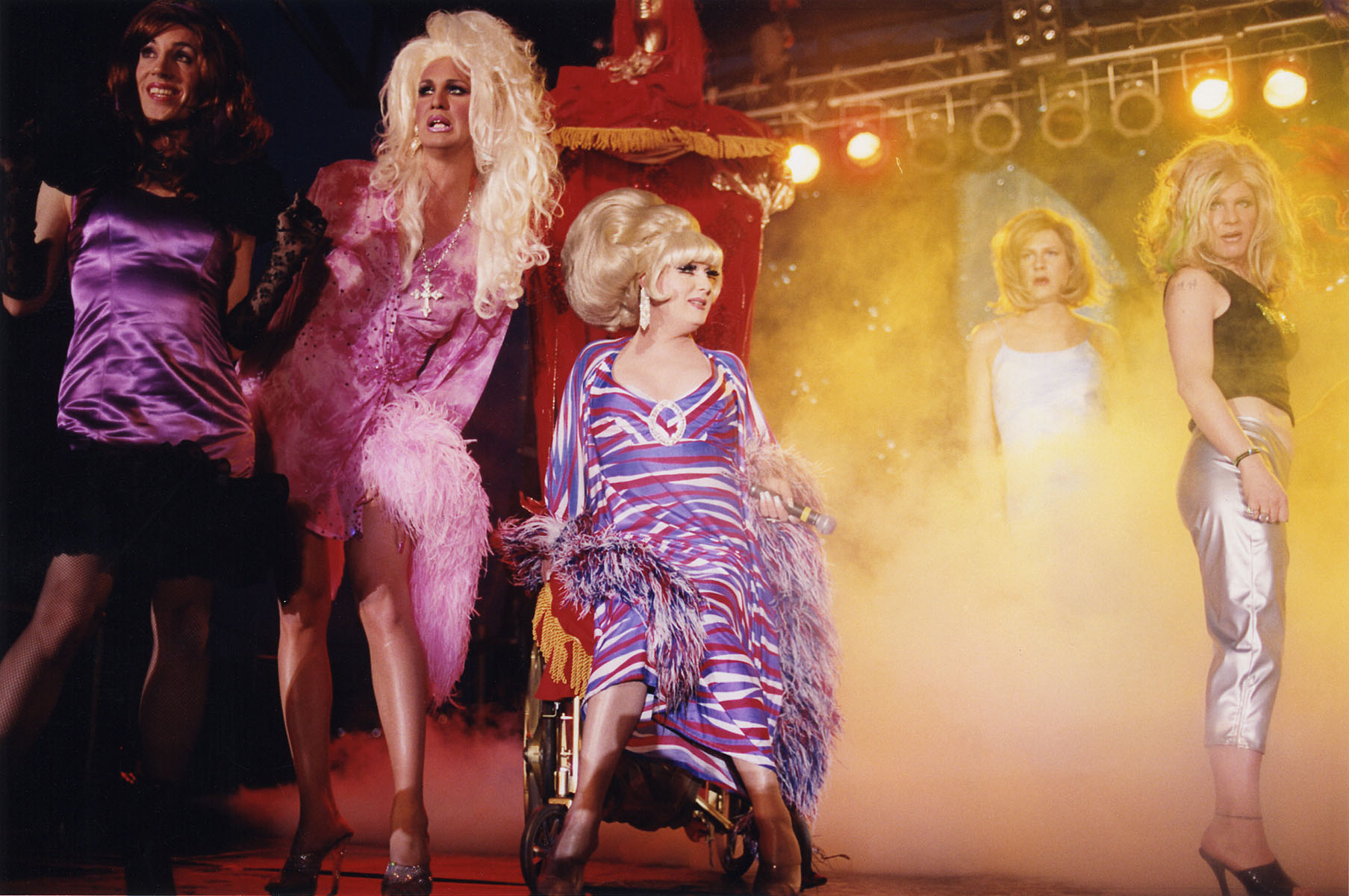
Леді Банні та інші виконавці на фестивалі Віґсток 2000 в Нью-Йорку. Фото Джерома Альбертіні.

Віґсток (англ. Wigstock) — щорічний відкритий дреґ-фестиваль, започаткований ще у 1980х роках, вперше проведений на День Праці США на Мангеттені. Традиційно фестиваль слугував гей-спільноті Нью-Йорка неофіційним завершенням літа. Його ім'я посилається на фестиваль 1969 року Вудсток.

## Історія
Вперше фестиваль провели у парку Томпкінс Сквер Парк. Ведучою була дреґ-королева Леді Банні, яка також була його співзасновником. З її слів, фестиваль стартував спонтанно у 1984 році, коли купка захмелілих у клубі Panorama Club дреґ-королев вирішили провести шоу в парку. 

Оскільки аудиторія шоу щорічно зростала, фестиваль перенесли спочатку до Юніон Сквер Парку, а згодом на один з пірсів р. Гудзон. Леді Банні казала, що Віґсток '2001 буде останнім, проте у 2003—2005 роках Віґсток і Банні повернулись до Томпкінс Сквер, щоразу за сприяння фестивалю Howl Festival.

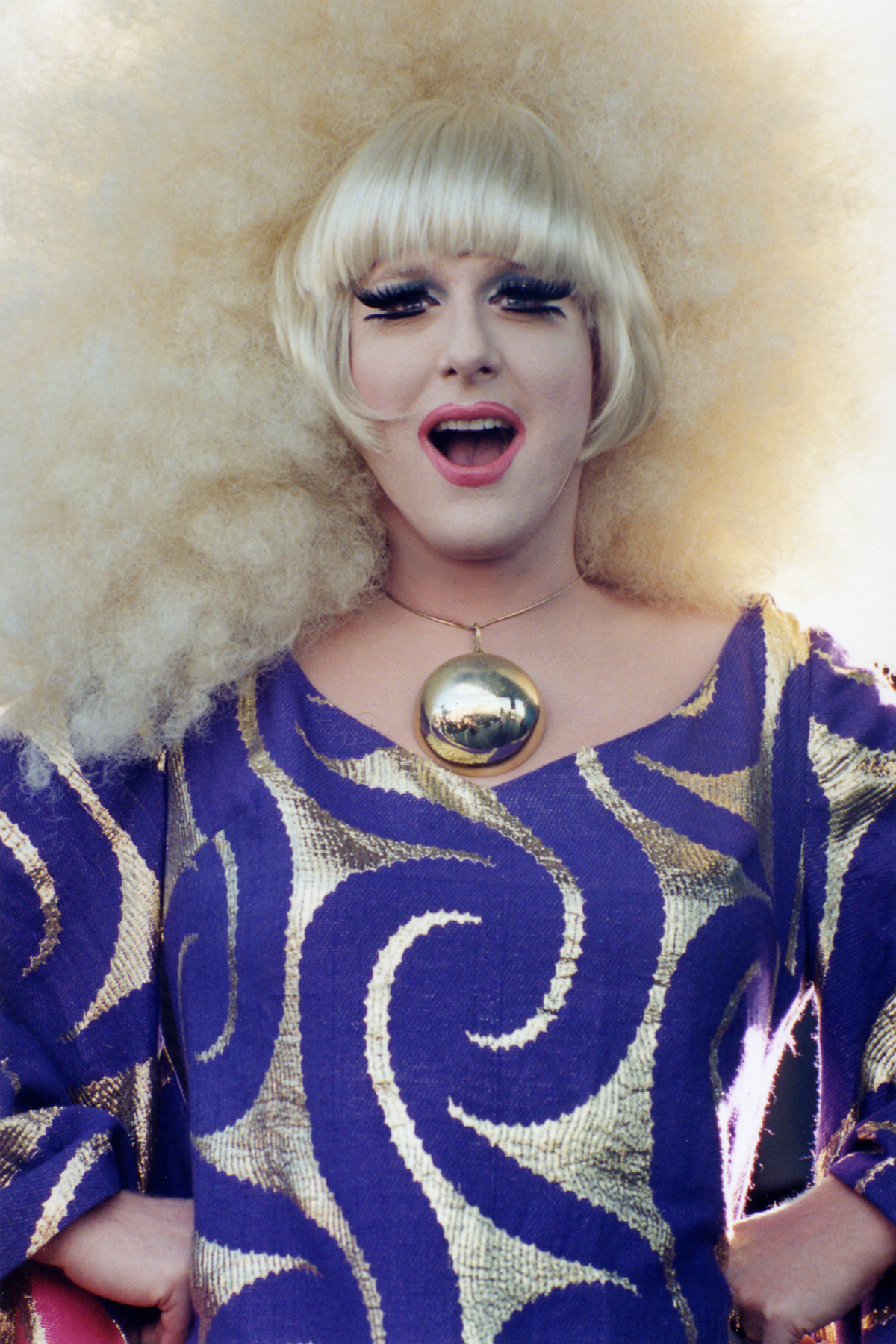
Леді Банні, Віґсток 2001, Нью-Йорк. Фото Тай Сіф.

## В документальному кіно
У 1987 році митець відео Том Рубніц відзняв 20-хвилинну документальну стрічку під назвою Wigstock: The Movie. Ця стрічка показує ранню, імпровізовану та рок-н-рольну, атмосферу фестивалю; перші роки Віґсток часто робив прямі посилання на Вудсток (включно з пародією на Джоні Мітчелл та її пісню «Woodstock»), і стрічка Рубніца імітує аспекти відомої документальної стрічки Вудстоку.
У 1995 році світ побачила друга документальна стрічка Wigstock: The Movie. Фестивалі Віґстоку '1994, охоплені в цій стрічці, є масштабнішими та більш відшліфованими, на них рок-музику здебільшого витіснив хауз і вплив оригінального фестивалю Вудсток є менш помітним.
Стрічка 1995 року здобула більшої уваги глядачів та була розповсюджена в рамках країни на DVD-носіях.